# 菱印魚
大盤短鮣，又稱菱印魚，俗名菱小判，為輻鰭魚綱鱸形目鱸亞目鮣科的其中一個種。

## 分布
本魚分布於全球熱帶、溫帶海域，包括印度西太平洋、日本至澳洲、紐西蘭、印度洋、東非、阿拉伯海、波斯灣、東太平洋、美國的南加州到祕魯、西大西洋:美國麻薩諸塞州與墨西哥灣北部到巴西、東大西洋、地中海至南非等海域。

## 深度
水深0至50公尺。

## 特徵
本魚體延長，頭部扁平，向後漸成圓柱狀，胸鰭鈍圓；吻平扁，前端略尖。口大，口裂寬，不可伸縮，下頜前突；上下頜、鋤骨、腭骨及舌上均具齒。耙體被小圓鱗，除頭部及吸盤無鱗外，全身均被鱗。體長為背吸盤之2.2倍，背鰭兩個，第一背鰭變形而成吸盤，背吸盤後端超越胸鰭及腹鰭；胸鰭鰭條骨質化。背吸盤有18對鰭瓣，尾柄側扁。體長為頭長之4.4倍、體高之7.25倍。體一致為深藍或灰黑色。體長可達30公分。

## 生態
利用頭部的吸盤，附著在大鯊魚或海龜身上到處游動，撿食寄主吃剩的食物碎屑為食，彼此間屬片利共生。

## 經濟利用
可食用，較適宜紅燒或煮湯，亦可充作觀賞魚。